# Juan Pablo Montoya
Juan Pablo Montoya Roldán (* 20. September 1975 in Bogotá) ist ein kolumbianischer Automobilrennfahrer.
Nachdem Montoya 1998 die Internationale Formel-3000-Meisterschaft gewonnen hatte, wechselte er für zwei Jahre zu Chip Ganassi Racing in die CART-Serie. In dieser gewann er 1999 in seiner Debütsaison den Meistertitel. 2000 gelang es ihm für Chip Ganassi Racing zudem das Indianapolis 500 bei seinem Debüt zu gewinnen.
Montoya wechselte 2001 in die Formel 1, in der er bis 2006 aktiv blieb. Er startete bei 94 Grand Prix und gewann sieben Rennen. Die ersten vier Jahre fuhr er für Williams. In dieser Zeit erreichte Montoya mit dem dritten Platz in der Weltmeisterschaft 2002 und 2003 seine beste Gesamtplatzierung. Seine letzten zwei Formel-1-Saisons trat er für McLaren an.
Ende 2006 debütierte Montoya in der höchsten NASCAR-Division. In dieser blieb er für Earnhardt Ganassi Racing startend bis 2013 aktiv. Seine beste Gesamtplatzierung erreichte er 2009 mit dem achten Rang. Montoya gewann in den NASCAR-Serien insgesamt drei Rennen bei 276 Starts. Von 2014 bis 2016 startete Montoya für Penske in der IndyCar Series. Dabei wurde er 2015 Gesamtzweiter. Montoya gewann 2007, 2008 und 2013 das 24-Stunden-Rennen von Daytona.

## Karriere

### Anfänge im Motorsport (1981–1996)
Montoya begann seine Motorsportkarriere 1981 im Alter von sechs Jahren im Kartsport. In dieser Sportart blieb er bis 1991 aktiv und kehrte 1994 für einige Kartrennen zurück. Unter anderem wurde er 1991 Junioren-Kart-Weltmeister. 1992 trat Montoya erstmals im Formelsport an, als er an der kolumbianischen Formel Renault teilnahm. 1993 entschied er die kolumbianische Swift GTI Serie für sich.
1994 trat Montoya in den Vereinigten Staaten in der Barber Saab Pro Series an. Mit zwei Siegen wurde er Dritter in der Fahrerwertung. 1995 wechselte er nach Europa und erhielt bei Paul Stewart Racing ein Cockpit in der Formel Vauxhall. Während sein Teamkollege Jonny Kane den Meistertitel gewann, wurde Montoya Gesamtdritter.
1996 ging Montoya für Fortec Motorsport in der britischen Formel-3-Meisterschaft an den Start. Er gewann zwei Rennen und wurde Fünfter in der Meisterschaft. Mit 137 zu 132 Punkten setzte er sich intern gegen Guy Smith durch. Außerdem startete Montoya 1996 für das Warsteiner Team AMG Mercedes bei einem Rennwochenende der International Touring Car Championship (ITC) als Vertretung für Jan Magnussen und nahm damit an Tourenwagenrennen teil.

### Formel 3000 (1997–1998)
1997 erhielt Montoya bei RSM Marko, dem Meisterteam des Vorjahres vom ehemaligen Rennfahrer Helmut Marko, ein Cockpit in der internationalen Formel-3000-Meisterschaft. Ihm gelang gleich bei seinem zweiten Rennen in Pau, von der Pole-Position startend zu gewinnen und zudem die schnellste Rennrunde zu fahren. In Spielberg und Jerez erzielte er weitere Siege. Mit 37,5 zu 39 Punkten unterlag er am Saisonende Ricardo Zonta und wurde Vizemeister. Intern distanzierte er seinen Teamkollegen Craig Lowndes, der drei Punkte und einen vierten Platz erzielt hatte, deutlich. Neben guten Leistungen in den Rennen fiel Montoya abseits der Rennstrecke seinem Teamchef durch einen Hang zum Fast Food und mangelndes Fitnesstraining auf. Aus diesem Grund ließ Marko Montoya aus disziplinarischen Gründen einmal von seinem Privathaus zu Fuß ins zehn Kilometer entfernte Graz gehen. Nach der Saison absolvierte Montoya für Williams Formel-1-Testfahrten und wurde anschließend als Testfahrer für die Formel-1-Weltmeisterschaft 1998 unter Vertrag genommen.
In der Formel 3000 bestritt Montoya 1998 weiterhin Rennen. Er wechselte zu Super Nova Racing und wurde damit Nachfolger des vorherigen Meisters Zonta. Montoya startete bei sieben von zwölf Rennen von der Pole-Position und gewann in Barcelona, Silverstone, Pau und Enna. Beim letzten Saisonrennen auf dem Nürburgring machte er mit dem dritten Platz den Meistertitel perfekt. Er setzte sich mit 65 zu 58 Punkten gegen Nick Heidfeld durch. Montoyas Teamkollege Boris Derichebourg wurde mit einem dritten Platz als bestem Ergebnis und insgesamt fünf Punkten Gesamtzwölfter.

### CART (1999–2000)
1999 wechselte Montoya in die nordamerikanische CART-Serie zu Chip Ganassi Racing. Er wurde Nachfolger von Alex Zanardi, der in der Vorsaison den Titel gewonnen hatte und zu Williams in die Formel 1 gewechselt war. Sein Teamkollege war Jimmy Vasser. Bereits in seinem dritten Rennen in Long Beach holte er seinen ersten Sieg. Die zwei folgenden Rennen in Nazareth und Rio gewann er ebenfalls. Es waren seine ersten Siege auf Ovalkursen. In den nächsten acht Rennen wurde er zweimal Zweiter und siegte in Cleveland. Anschließend gewann er drei aufeinander folgende Rennen: Mid-Ohio, Chicago und Vancouver. Als Zweiter in der Fahrerwertung ging Montoya zum Saisonfinale in Fontana, das vom tödlichen Unfall Greg Moores überschatt wurde. Während er Vierter wurde, erreichte Dario Franchitti, sein Kontrahent im Titelduell, den zehnten Platz. Damit waren beide Fahrer mit 212 Punkten punktgleich. Da Montoya sieben Rennen gewonnen hatte und Franchitti nur deren drei, entschied Montoya die Meisterschaft für sich und wurde im Alter von 24 Jahren als bis dahin jüngster Fahrer Titelträger. Sein Teamkollege Vasser erzielte mit 104 Punkten den neunten Rang.

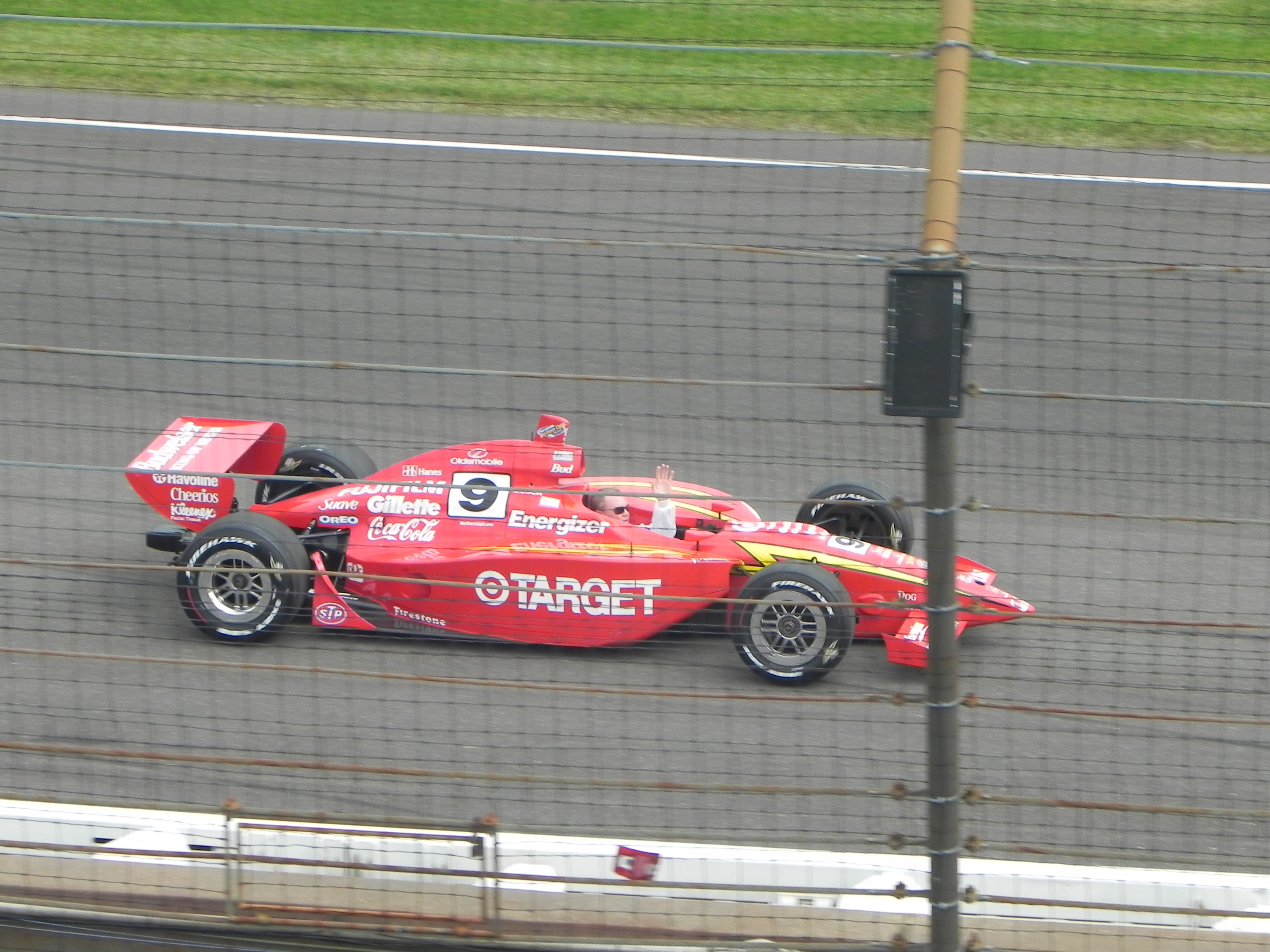
Montoyas Indy-500-Siegerfahrzeug 2011

2000 blieben Montoya und Vasser bei Chip Ganassi Racing, die vor der Saison den Chassis- und Motorenhersteller gewechselt hatten. Von Reynard zu Lola und von Honda zu Toyota. Wie im Vorjahr startete Montoya bei sieben Rennen von der Pole-Position, allerdings kam Montoya nur bei 8 von 20 Rennen ins Ziel. Er erzielte neun Top-10-Platzierungen, stand insgesamt viermal auf dem Podest und gewann die Rennen in Milwaukee, Michigan und Madison. Mit 126 Punkten wurde er Gesamtneunter, während sein Teamkollege Vasser mit 131 Punkten den Sechsten Platz erreichte. Montoya hatte 42 Punkte Rückstand auf den Titelgewinner Gil de Ferran. Darüber hinaus trat Montoya 2000 in der zur CART-Serie konkurrierenden Indy Racing League an. Chip Ganassi Racing nahm mit seinen zwei CART-Fahrern in G-Force-Oldsmobile-Fahrzeugen am diesjährigen Indianapolis 500 teil. Montoya qualifizierte sich für den zweiten Startplatz hinter Greg Ray. Das Rennen führte Montoya mit 167 Führungsrunden nur für 33 Runden nicht an und fuhr als Sieger über die Ziellinie. Er hatte einen Vorsprung von über sieben Sekunden auf den zweitplatzierten Buddy Lazier. Damit wurde Montoya nach Graham Hill 1966 zum ersten Fahrer, der das Indianapolis 500 bei seinem Debüt für sich entschied. Es war Montoyas einziges Indy-Racing-League-Rennen in diesem Jahr.

### Formel 1 (2001–2006)

#### Williams (2001–2004)
2001 wechselte Montoya in die Formel 1 und erhielt ein Cockpit bei Williams, die seit einem Jahr werksseitig von BMW unterstützt wurden. Montoya wurde Teamkollege von Ralf Schumacher und löste Jenson Button im Williams-Cockpit ab. Bei seinem ersten Formel-1-Rennen, dem Großen Preis von Australien qualifizierte sich Montoya für den elften Platz. Im Rennen schied er im letzten Renndrittel auf dem dritten Platz liegend mit einem Motorschaden aus. Nach einem weiteren Ausfall qualifizierte sich Montoya in Brasilien für die vierte Startposition. Kurz nach dem Start kam es zu einer Safety-Car-Phase. In dieser lag Montoya auf dem zweiten Platz hinter Michael Schumacher. Er ging beim Restart an seinem Gegner vorbei und übernahm in seinem dritten Rennen erstmals die Führung bei einem Formel-1-Rennen. Montoya setzte auf eine Ein-Stopp-Strategie und baute seinen Vorsprung sukzessive aus. In der 39. Runde hatte er über 30 Sekunden Vorsprung auf Michael Schumacher. Beim Überrunden von Jos Verstappen auf der Reta Oposta verbremste sich Verstappen und rammte Montoya von der Strecke. Das Rennen war damit für Montoya beendet. Nach einem weiteren Ausfall erzielte Montoya in Spanien als Zweiter seine erste Podest-Platzierung. Nach drei weiteren Rennen ohne Zielankunft wiederholte er dieses Ergebnis beim Großen Preis von Europa. Nachdem er bei den kommenden fünf Rennen dreimal ausgefallen, zweimal in die Top 10 gefahren und zweimal von der Pole-Position gestartet war, stand Montoya auch beim Großen Preis von Italien in Monza auf der Pole-Position. Er entschied auch das Rennen für sich und erzielte damit in seinem 15. Formel-1-Rennen den ersten Sieg. Nach einem weiteren Ausfall wurde er beim letzten Saisonrennen in Japan Zweiter. Montoya hatte in seiner ersten Saison nur bei 6 von 17 Rennen das Ziel erreicht und war bei diesen Rennen stets in die Top 10 gefahren. Viermal stand er auf dem Podest. Mit 31 Punkten beendete er seine erste Formel-1-Saison als bester Neueinsteiger auf dem sechsten Platz. Sein Teamkollege Ralf Schumacher wurde mit 49 Punkten Gesamtvierter.
2002 startete Montoya mit zwei zweiten Plätzen in Australien und Malaysia in die Saison. Im weiteren Saisonverlauf gelang es ihm, diese Platzierungen in Spanien und Deutschland zu wiederholen. Bei den Rennen in Monaco, Kanada und Italien fiel er von der Pole-Position startend in den Top 3 liegend mit technischen Defekten aus. Montoya blieb in der Saison ohne Sieg. Er startete bei 7 von 17 Rennen von der Pole-Position und kam nur fünfmal nicht in die Top 5. Er stand siebenmal auf dem Podium. Am Saisonende lag er mit 50 Punkten auf dem dritten Platz in der Fahrerweltmeisterschaft, der sein bestes Gesamtresultat in der Formel 1 ist, und wurde nur von den Ferrari-Piloten Michael Schumacher und Rubens Barrichello geschlagen. Mit dem dritten Platz setzte er sich intern gegen Ralf Schumacher, der mit 42 Punkten Vierter geworden war, durch.

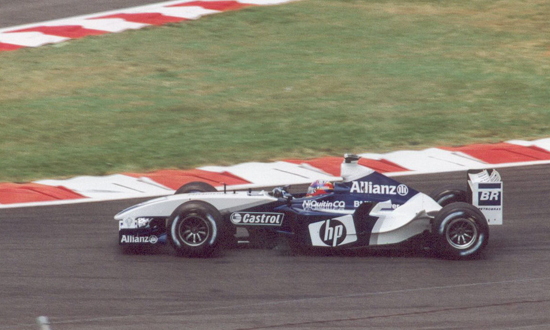
Montoya im Williams beim Großen Preis von Frankreich 2003

2003 bestritt Montoya seine dritte Saison für Williams an der Seite Ralf Schumachers. Beim Saisonauftakt in Australien wurde er ein weiteres Mal Zweiter. Nachdem er bei den nächsten fünf Rennen zweimal in die Top 10 gekommen war, entschied Montoya den Großen Preis von Monaco für sich. Nach einem dritten Platz in Kanada wurde er in Europa und Frankreich Zweiter. In diesen drei Rennen kam Ralf Schumacher direkt vor ihm ins Ziel. In dieser Saisonphase äußerte sich Montoya kritisch über sein Team, da er der Meinung war, dass es Ralf Schumacher bevorzuge. In Frankreich versuchte Montoya mit einem früheren Boxenstopp an Schumacher vorbeizufahren, allerdings zog das Team auch bei ihm den Stopp vor. Montoya beschwerte sich noch während des Rennens über dieses Ereignis und unterstellte dem Team, Partei für Schumacher ergriffen zu haben. In den nächsten vier Rennen stand Montoya durchgängig auf dem Podium. Nach einem zweiten Platz in Großbritannien gewann er den Großen Preis von Deutschland von der Pole-Position startend. Anschließend wurde er Dritter in Ungarn und Zweiter in Italien. Zwei Rennen vor Saisonende lag er damit drei Punkte hinter Michael Schumacher, dem Führenden der Weltmeisterschaft, auf dem zweiten Rang. Beim vorletzten Saisonrennen, dem Großen Preis der USA, war Montoya in eine Kollision mit Barrichello verwickelt, bei der Barrichello ausfiel. Die Rennkommissare sahen die Schuld für den Zwischenfall bei Montoya und belegten ihn mit einer Durchfahrtsstrafe. Montoya kam schließlich auf dem sechsten Platz ins Ziel, während Michael Schumacher gewann. Damit waren Montoyas Titelchancen nicht mehr existent. Beim letzten Saisonrennen in Japan schied Montoya in Führung liegend mit einem Hydraulikschaden aus. Montoya wurde schließlich erneut Dritter in der Weltmeisterschaft. Mit 82 zu 58 Punkten setzte er sich intern gegen Ralf Schumacher, der den fünften Rang belegte, durch. Nach einer Änderung des Qualifyingformats gelang Montoya in diesem Jahr nur eine Pole-Position. Am Ende der Saison gab Montoya bekannt, zur übernächsten Saison zu McLaren zu wechseln. Als Auslöser für den Wechsel galten die Differenzen mit seinem Rennstall.

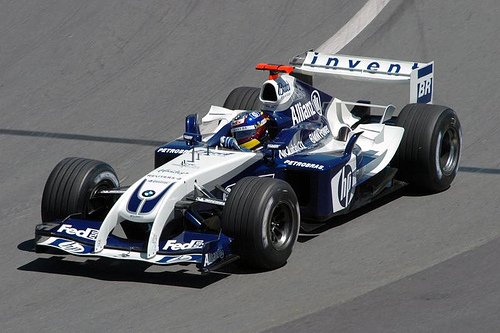
Montoya beim Großen Preis von Kanada 2004

2004 blieb Montoya bei Williams und absolvierte seine letzte Saison für den Rennstall. In diesem Jahr dominierte Ferrari die Weltmeisterschaft und gewann in den ersten 17 Rennen 15-mal. Montoya stand in Malaysia und San Marino als Zweiter bzw. Dritter auf dem Podium. Beim 18. und letzten Saisonrennen in Brasilien gelang Montoya der Sieg. Es war der einzige Saisonsieg für Williams. Montoya kam bei 13 von 18 Rennen in die Top 10 und wurde mit 58 Punkten Gesamtfünfter. Seine Teamkollegen – Ralf Schumacher wurde nach einer Verletzung zwischenzeitlich durch Marc Gené und Antonio Pizzonia vertreten – erzielten zusammen 30 Punkte und eine Podest-Platzierung.

#### McLaren (2005–2006)

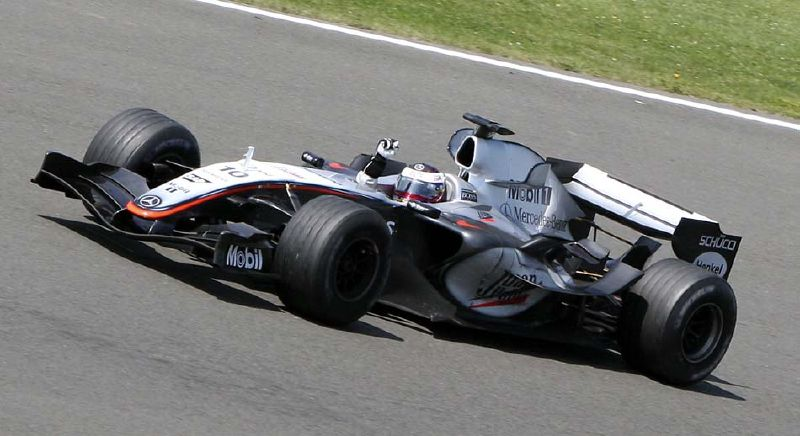
Montoya im McLaren nach seinem ersten Sieg für den Rennstall beim Großen Preis von Großbritannien 2005

2005 wechselte Montoya zu McLaren, die werksseitig von Mercedes unterstützt wurden, und wurde Teamkollege von Kimi Räikkönen. Montoya übernahm das Cockpit von David Coulthard. Nach einem sechsten und vierten Platz in den ersten zwei Rennen fiel Montoya wegen einer Schulterverletzung für die nächsten zwei Rennen aus. Nach eigenen Angaben hatte sich Montoya die Verletzung beim Tennis zugezogen. Er wurde durch Pedro de la Rosa bzw. Alexander Wurz vertreten.
Nachdem er nach seiner Rückkehr bei den folgenden drei Rennen in die Top 10 gekommen war, wurde er beim Großen Preis von Kanada disqualifiziert, da er eine rote Ampel überfahren hatte. Nach zwei weiteren Rennen ohne Zielankunft gelang Montoya der erste Sieg für McLaren beim Großen Preis von Großbritannien. Nach einem zweiten Platz in Deutschland und einem dritten Platz in der Türkei gewann Montoya den Großen Preis von Italien, bei dem er zum ersten Mal für McLaren von der Pole-Position gestartet war. Beim darauf folgenden Grand Prix in Belgien lag er nach einem Start von der Pole-Position auf dem zweiten Platz. Beim Überrunden kollidierte er in der Schlussphase mit seinem ehemaligen Teamkollegen Pizzonia und schied aus. Ein Rennen später, beim Großen Preis von Brasilien erzielte er seinen dritten Saisonsieg, der gleichzeitig sein letzter Formel-1-Sieg war. Bei den letzten zwei Rennen schied er aus. Montoya beendete die Saison mit 60 Punkten auf dem vierten Rang. Intern wurde er durch seinen Teamkollegen Räikkönen, der mit 112 Punkten und sieben Siegen Vizeweltmeister wurde, klar geschlagen.

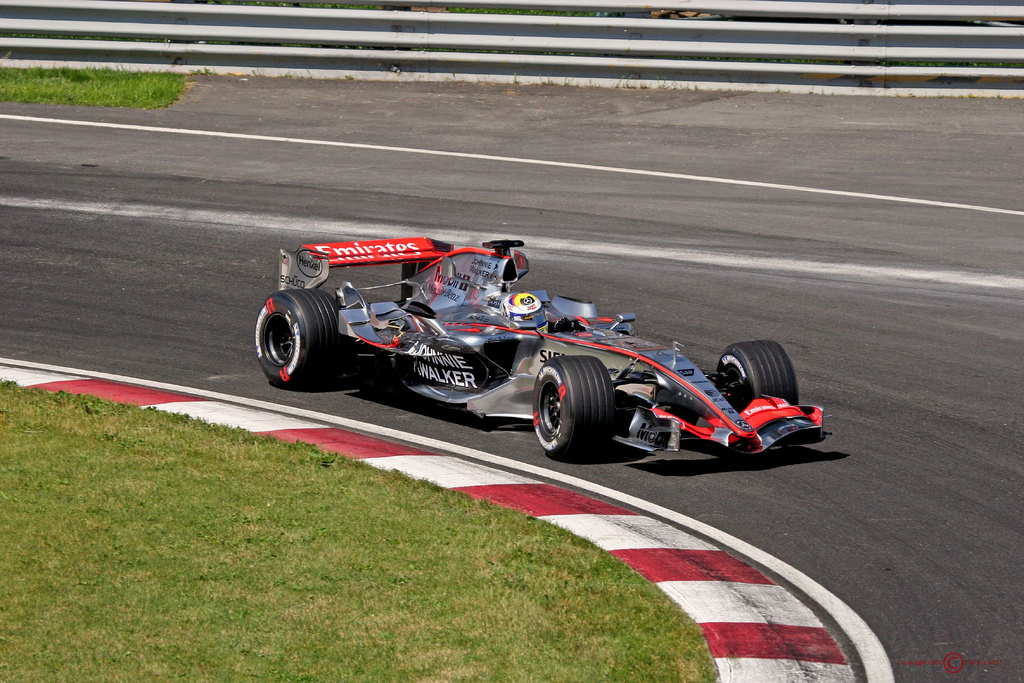
Montoya bei seinem vorletzten Formel-1-Rennen, dem Großen Preis von Kanada 2006

2006 war Montoyas zweites Jahr bei McLaren. Schon vor der Saison war bekannt geworden, dass Fernando Alonso, der 2005 Weltmeister geworden war, zur Formel-1-Weltmeisterschaft 2007 zu McLaren wechseln würde. Somit war klar, dass Montoya oder Räikkönen den Rennstall verlassen würden. Nach zwei Top-5-Platzierungen in den ersten drei Rennen wurde Montoya Dritter in San Marino. Nachdem er in den folgenden zwei Rennen ausgefallen war, erzielte er mit einem zweiten Platz beim Großen Preis von Monaco seine beste Saisonplatzierung.
Drei Rennen später, beim Großen Preis der USA auf dem Indianapolis Motor Speedway bestritt Montoya sein letztes Formel-1-Rennen. Nach dem Start fuhr Montoya vor der ersten Kurve in seinen Teamkollegen Räikkönen hinein und löste damit eine größere Kollision aus, in die mehrere Fahrer verwickelt waren. Während die meisten Beteiligten die Schuld bei Montoya sahen, sprach er von einem Rennunfall. Eine Woche nach dem Rennen gab Montoya bekannt, ab 2007 in den zwei höchsten NASCAR-Divisionen Nextel Cup und Busch Series zu fahren. Zwei Tage später wurde er von McLaren freigestellt und für den Rest der Saison durch de la Rosa ersetzt. Montoya lag zum Zeitpunkt seiner Entlassung auf dem sechsten Platz mit 26 Punkten, während Räikkönen mit 39 Punkten Vierter war. Am Saisonende belegte Montoya den achten Gesamtrang.
Montoya startete 94-mal bei einem Formel-1-Rennen, entschied sieben Grand Prix für sich und erzielte 13 Pole-Positions.

### NASCAR (2006–2013)
Am 6. Oktober 2006 fuhr Montoya sein erstes Ovalrennen in der ARCA Racing Series auf dem Talladega Superspeedway mit einem Fahrzeug von Kerry Scherer. Er qualifizierte sich als Zweiter, führte die ersten neun Runden und beendete das vorzeitig abgebrochene Rennen auf dem dritten Platz. Er nahm an einem weiteren Rennen dieser Serie teil. Ende Oktober stieg Montoya mit seinem ehemaligen CART-Team Chip Ganassi Racing in einem Dodge in die NASCAR Busch Series, der zweiten NASCAR-Division, in die laufende Saison ein und absolvierte die letzten vier Saisonrennen. Er bestritt sein erstes Rennen beim Sam’s Town 250 in Memphis. Er startete als Neunter und beendete das Rennen auf dem elften Platz. Es war sowohl seine beste Startposition, als auch sein bestes Rennergebnis in der Saison. In der Gesamtwertung wurde er 68. Darüber hinaus debütierte Montoya 2006 in der höchsten NASCAR-Division, dem Nextel Cup. In einem Dodge von Chip Ganassi Racing nahm er am letzten Saison Rennen, dem Ford 400 in Homestead, teil. Er startete von Platz 29 und schied in der Schlussphase aus. Er wurde 34.
Anfang 2007 nahm Montoya für Chip Ganassi Racing in einem Riley-Lexus am 24-Stunden-Rennen von Daytona teil. Zusammen mit Salvador Durán und Scott Pruett gewann er das Rennen. Montoya wurde damit zum ersten Rennfahrer, der einen Formel-1-Grand-Prix, das Indianapolis 500 und das 24-Stunden-Rennen von Daytona für sich gewonnen hatte. Im Nextel Cup erhielt Montoya 2007 ein Vollzeitcockpit bei Chip Ganassi Racing. Beim Toyota/Save Mart 350 in Sonoma gewann Montoya vom 32. Platz aus startend sein erstes Rennen im Nextel Cup. Zuvor war es keinem Fahrer gelungen, ein Rennen auf dieser Strecke von einem Startplatz schlechter als dem 13. zu gewinnen. Zudem war er seit rund 30 Jahren der erste Nicht-US-Amerikaner, der ein Rennen der höchsten NASCAR-Division gewann. Er kam sechsmal in die Top 10. Montoya wurde als bester Rookie 20. in der Fahrerwertung. Teamintern setzte er sich gegen Reed Sorenson und David Stremme durch. Montoya wurde zum bis dahin besten Nicht-US-Amerikaner im NASCAR Nextel Cup. Darüber hinaus absolvierte Montoya für Chip Ganassi Racing 2007 17 Rennen in der Busch Series. Dabei entschied er das Telcel Motorola México 200 in Mexiko-Stadt für sich. In der Gesamtwertung wurde er mit insgesamt drei Top-10-Platzierungen 36. Beide Siege erzielte Montoya auf einem Straßenkurs.
2008 begann Montoya das Jahr wieder mit einem Sieg beim 24-Stunden-Rennen von Daytona. Seine Teamkollegen in diesem Jahr waren Dario Franchitti, Pruett und Memo Rojas. Anschließend bestritt er seine zweite vollständige Saison in der höchsten NASCAR-Division, die seit 2008 Sprint Cup hieß. Montoya erzielte sein erstes Top-10-Ergebnis beim neunten Saisonrennen, dem Aaron’s 499 in Talladega, bei dem er den zweiten Platz erzielte. Es war sein bestes Saisonergebnis. Mit zwei weiteren Top-10-Platzierungen beendete er die Saison auf dem 25. Gesamtrang. Ganassi tauschte seinen Crewchef mehrfach aus, sodass Montoya in der Saison drei verschiedene Crewchefs hatte. Er war erneut der beste Fahrer seines Teams. Während Sorensen nur ein Rennen ausließ, hatte er im dritten Ganassi-Dodge sechs wechselnde Teamkollegen. Darüber hinaus absolvierte Montoya 2008 zwei Rennen in der zweiten NASCAR-Division.
2009 wurde Montoya zu Beginn des Jahres zusammen mit Pruett und Rojas Zweiter beim 24-Stunden-Rennen von Daytona. Im Sprint Cup fusionierten vor der Saison 2009 Dale Earnhardt Inc. und Chip Ganassi Racing, die fortan das Team Earnhardt Ganassi Racing bildeten. Das Team verwendete Fahrzeuge von Chevrolet. Montoya kam bei der Hälfte der Rennen in die Top 10 und qualifizierte sich zum einzigen Mal für den Chase, dem Meisterschaftsfinale des Sprint Cups. Mit einem zweiten Platz als bestem Resultat beendete Montoya die Saison auf dem achten Rang. Dies war seine beste Endplatzierung im Sprint Cup sowie die beste Endplatzierung eines Nicht-US-Amerikaners. Intern setzte er sich gegen seinen Teamkollegen Martin Truex jr., der 23. wurde, deutlich durch.
2010 schied Montoya beim 24-Stunden-Rennen von Daytona nach einem Motorschaden aus. Seine Teamkollegen waren Scott Dixon, Franchitti und Jamie McMurray. Im Sprint Cup 2010 kam Montoya bei 14 von 36 Rennen in die Top 10. Beim Heluva Good! Sour Cream Dips at the Glen in Watkins Glen erzielte er seinen zweiten Sprint-Cup-Sieg. Montoya kam nicht in den Chase und belegte am Saisonende den 17. Rang. Zudem unterlag er seinem Teamkollegen McMurray, der 14. wurde und drei Rennen gewann.

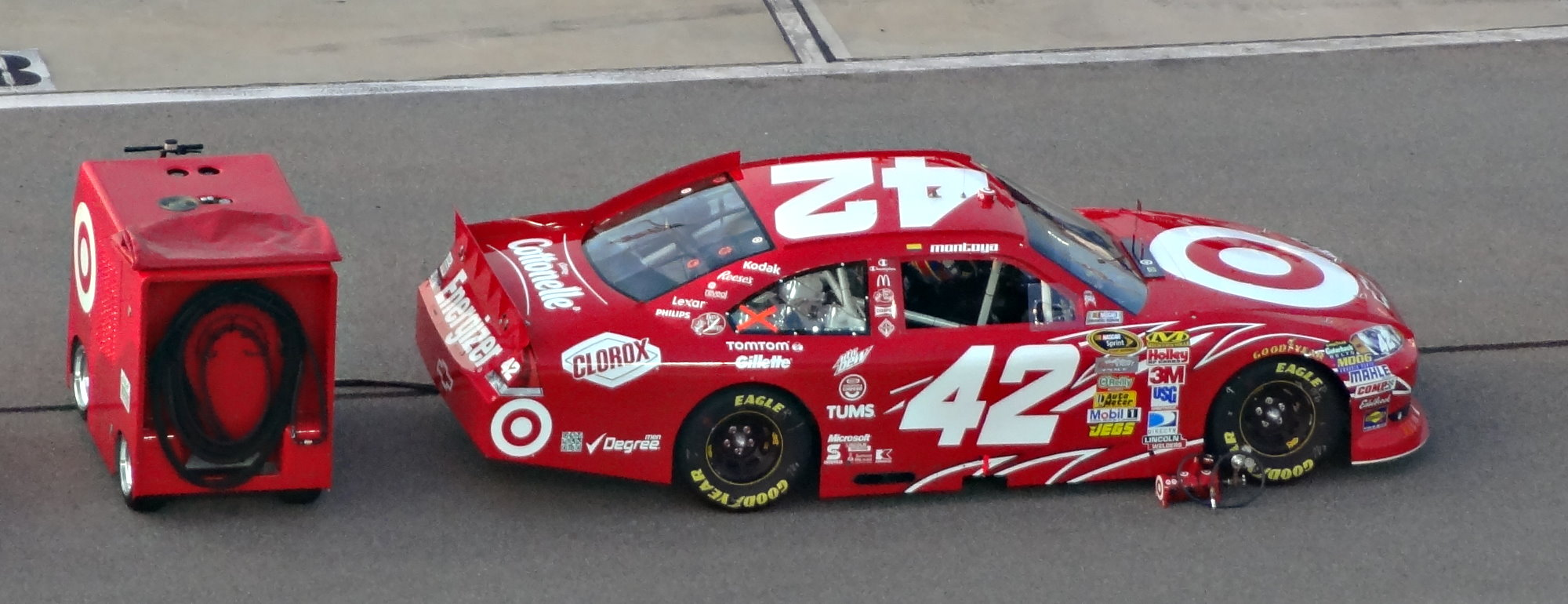
Montoyas Auto vor dem Start des Wonderful Pistachios 400 2011

2011 beendete Montoya das 24-Stunden-Rennen von Daytona zusammen mit Dixon, Franchitti und McMurray auf dem zweiten Platz. Im Sprint Cup blieb Montoya 2011 erneut bei Earnhardt Ganassi Racing. Ein dritter Platz beim dritten Rennen, dem Kobalt Tools 400, war sein bestes Resultat. Er erreichte acht Top-10-Platzierungen. Montoya beendete die Saison auf dem 21. Platz und setzte sich damit teamintern gegen McMurray durch, der den 27. Platz belegte. Nach der Saison wurde Montoyas Boxenmannschaft nahezu komplett ausgetauscht.
2012 absolvierte Montoya neben dem 24-Stunden-Rennen von Daytona ein weiteres Rennen in der Rolex Sports Car Series. Zusammen mit Dixon, Franchitti und McMurray bzw. mit Dixon und McMurray wurde er jeweils Vierter. Im Sprint Cup 2012 schaffte es Montoya nur zweimal in die Top 10. Er wurde 22. in der Fahrerwertung und lag damit eine Position hinter seinem Teamkollegen McMurray.
2013 gewann Montoya, diesmal zusammen mit Charlie Kimball, Pruett und Rojas, das 24-Stunden-Rennen von Daytona. Im Sprint Cup 2013 erreichte Montoya beim Rennen auf dem Dover International Speedway mit einem zweiten Platz sein bestes Ergebnis. Er kam achtmal in die Top 10. Die Saison beendete er auf dem 21. Platz in der Gesamtwertung. Damit unterlag er wie in der Vorsaison McMurray, der 15. geworden war.
Im August 2013 war bekannt geworden, dass Earnhard Ganassi Racing Montoyas Vertrag, der zum Saisonende auslief, nicht verlängern würde. Damit endete Montoyas NASCAR-Engagement nach sieben Jahren als Vollzeitpilot für den Rennstall. Montoya gewann in der höchsten NASCAR-Division zwei Rennen und trat zu 253 Rennen an. Ein NASCAR-Sieg auf einem Ovalkurs blieb ihm verwehrt.

### IndyCar Series (2014–2017, 2021)
2014 kehrte Montoya in den Formelsport zurück und ging für Penske Motorsports in der IndyCar Series, der Nachfolgeserie der Indy Racing League, an den Start. Penske nahm Montoya unter Vertrag, ohne bereits einen Sponsor für sein Fahrzeug zu haben. Bereits Ende 2013 absolvierte er die ersten Testfahrten für Penske. Beim zweiten Saisonrennen in Long Beach erreichte Montoya mit einem vierten Platz eine Top-5-Platzierung. Beim Indianapolis 500 erzielte Montoya die ersten Führungsrunden nach seinem Comeback und fuhr die schnellste Runde. Er kam auf dem fünften Platz ins Ziel. In Fort Worth folgte mit einem dritten Platz seine erste Podest-Platzierung. Ein Rennen später in Houston wurde er Zweiter. Bei der darauf folgenden Veranstaltung in Long Pond gelang Montoya der erste IndyCar-Sieg nach seinem Comeback. Im weiteren Verlauf der Saison erzielte er mit einem zweiten Platz in West Allis eine weitere Podest-Platzierung. Montoya schloss die Saison auf dem vierten Rang der Fahrerwertung ab. Damit unterlag er intern Will Power und Hélio Castroneves, die die ersten zwei Positionen belegten. Darüber hinaus nahm Montoya 2014 für Penske an zwei Rennen des NASCAR Sprint Cups teil.

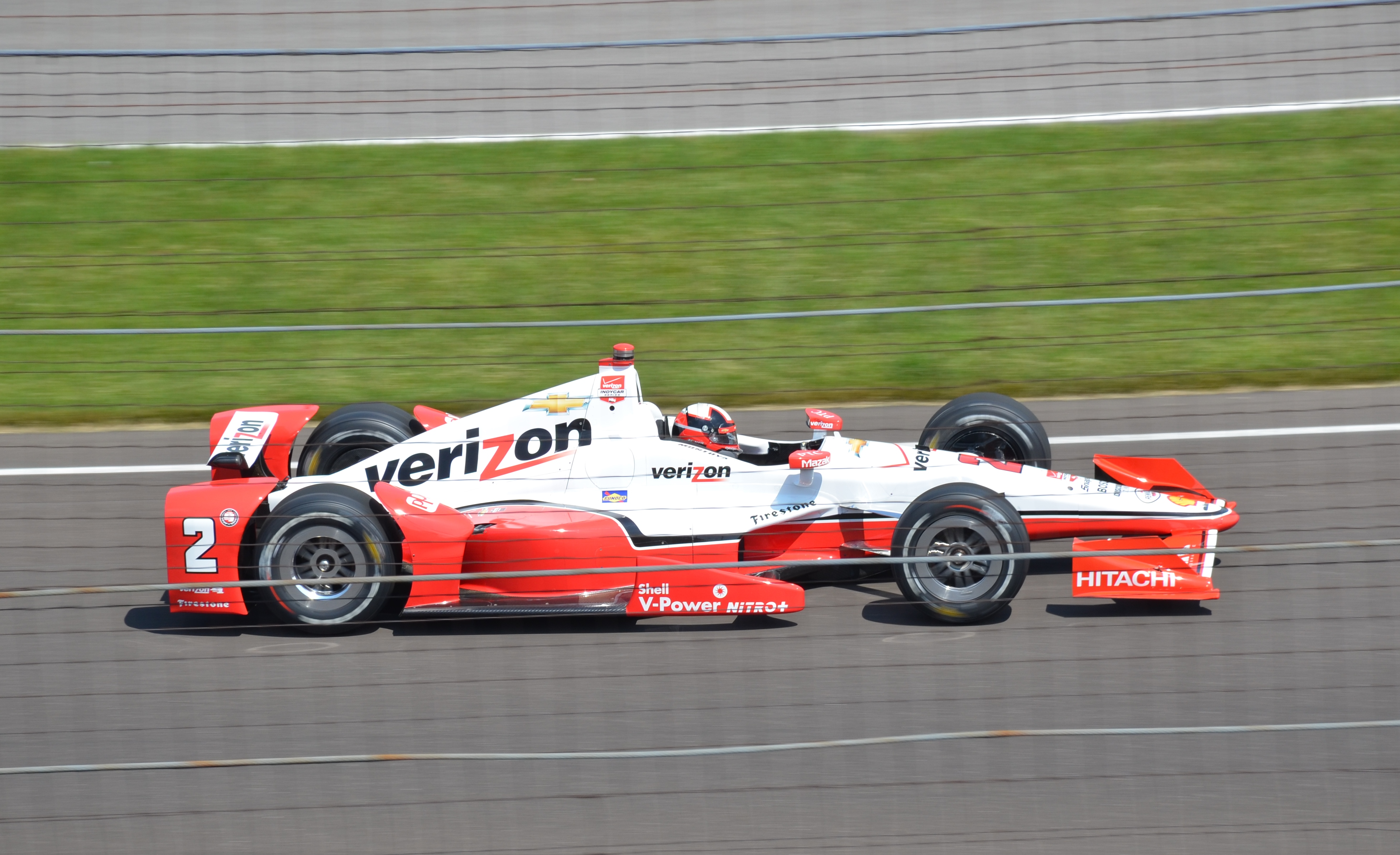
Montoya 2015 auf dem Indianapolis Motor Speedway

2015 absolvierte Montoya seine zweite IndyCar-Saison für Penske. Beim Saisonauftakt in St. Petersburg gewann er erstmals nach seinem IndyCar-Comeback auf einem Straßenkurs. Bei den Grands Prix in Long Beach und Indianapolis erzielte er mit zwei dritten Plätzen weitere Podest-Platzierung, bevor er das Indianapolis 500 zum zweiten Mal in seiner Karriere gewann. Im weiteren Saisonverlauf gelang ihm nur noch als Dritter in Pocono eine Podest-Platzierung. Montoya führte die Saison vom Beginn der Saison an und ging als Führender ins Saisonfinale in Sonoma. In diesem fiel Montoya, nachdem er sich bei einer Kollision mit seinem Teamkollegen Power den Frontflügel beschädigt hatte, wegen eines Reparaturstopps zurück. Montoya verbesserte sich schließlich auf den sechsten Platz. Da Dixon, der als Gesamtdritter ins Rennen gegangen war, den Sieg erzielte und die meisten Führungsrunden absolvierte, waren Montoya und Dixon am Saisonende punktgleich. Da Dixon drei Siege und Montoya nur zwei hatte, gewann Dixon den Meistertitel, während Montoya Gesamtzweiter wurde. Am Jahresende nahm Montoya zudem für Porsche an Testfahrten in einem LMP1-Fahrzeug teil.
2016 blieb Montoya bei Penske in der IndyCar Series. Wie im Vorjahr entschied er den Saisonauftakt in St. Petersburg für sich. Es war sein einziger Sieg in der Saison. Weitere Podest-Platzierungen erreichte er als Dritter in Detroit und Sonoma. Während seine Teamkollegen Simon Pagenaud, Power und Castroneves die ersten drei Plätze in der Meisterschaft belegten, wurde Montoya Gesamtachter. Nach der Saison endete sein Vollzeit-Engagement beim Team Penske, das Josef Newgarden als seinen Nachfolger verpflichtete. 2017 trat er noch bei den beiden Rennen auf dem Indianapolis Motor Speedway an. Außerdem war er Chevrolets Testfahrer für das neue IndyCar-Aerokit, das 2018 eingeführt wurde. 2021 kehrte er noch einmal in ein IndyCar-Cockpit zurück. Für Arrow McLaren SP startete er bei den beiden Mairennen in Indianapolis. Das Indy 500 startete er als 24. und beendete es als Neunter.

### IMSA WeatherTech SportsCar Championship (seit 2018)

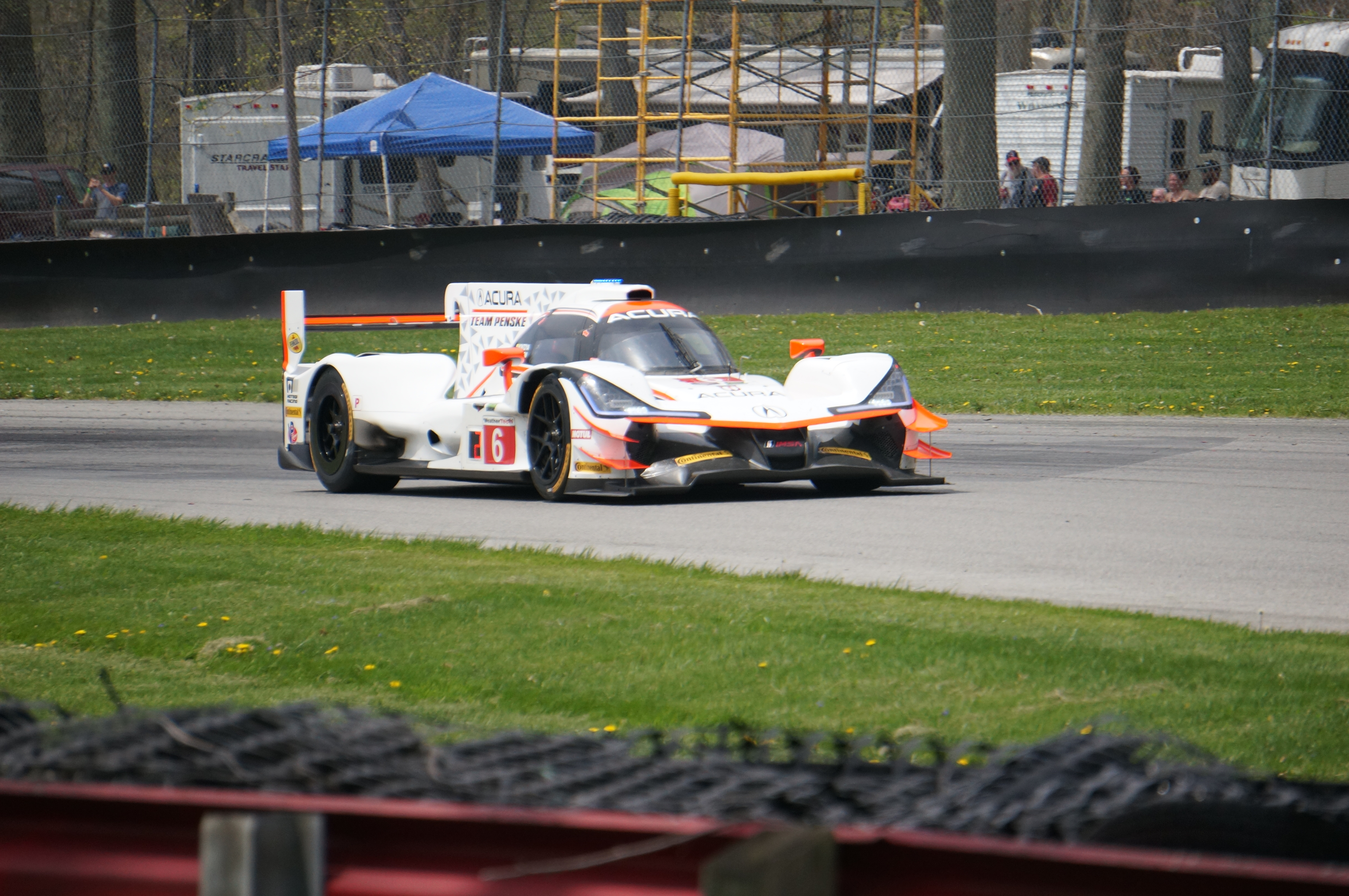
Montoya fährt seit 2018 hauptsächlich Sportwagenrennen; hier für das Acura Team Penske in der IMSA-Meisterschaft 2018.

Auch nach seinem IndyCar-Engagement blieb er beim Team Penske. Jedoch startete er 2018 in der IMSA WeatherTech SportsCar Championship, wo Penske mit dem neuen Acura ARX-05 in die Serie einstieg. Dane Cameron und Montoya belegten in der Fahrerwertung den fünften Platz. 2019 gewannen die beiden Fahrer den Titel in der DPi-Klasse mit drei Siegen und vier weiteren Podestplätzen in zehn Rennen. Für Montoya war es der erste Titel seit dem Gewinn der CART-Meisterschaft 1999.

### Sonstiges
2018 nahm Montoya für das United-Autosports-Team an dem 24-Stunden-Rennen von Le Mans teil und belegte zusammen mit seinen Teamkollegen den 7. Gesamtrang.
2020 nahm er für das Team Penske an dem virtuellen 24-Stunden-Rennen von Le Mans teil. Das Team belegte den 27. Rang unter den insgesamt 30 Fahrzeugen der LMP2-Klasse (insgesamt 50 teilnehmende Teams), auch aufgrund der Tatsache, dass Simon Pagenaud, einer seiner Teamkollegen, seine komplette Simulator-Ausrüstung wechseln musste, da sein Lenkrad ein technisches Problem hatte.

## Persönliches
Er ist mit Connie Freydell verheiratet, die ursprünglich aus Medellín stammt. Das Ehepaar hat drei Kinder.
Sein Vater Pablo Montoya und sein jüngerer Bruder Federico Montoya waren ebenfalls Automobilrennfahrer. Sein Sohn Sebastián Montoya fährt gegenwärtig in der FIA-Formel-2-Meisterschaft.

## Soziales Engagement
Zusammen mit seiner Frau Connie gründete er die Formula Smiles Foundation, eine Hilfsorganisation für Kinder aus Kolumbien. Diese setzt sich dafür ein, den Kindern eine höhere Lebensqualität zu bieten und ihnen dabei die Möglichkeit zu geben, Sport zu treiben.

## Statistik

### Karrierestationen
| - 1981–1991: Kartsport - 1992: Kolumbianische Formel Renault - 1993: Kolumbianische Swift GTI (Meister) - 1994: Barber Saab Pro Series (Platz 3) - 1995: Formel Vauxhall (Platz 3) - 1996: Britische Formel 3 (Platz 5) - 1996: ITC - 1997: Formel 3000 (Platz 2) - 1997: Formel 1 (Testfahrer) - 1998: Formel 3000 (Meister) - 1998: Formel 1 (Testfahrer) - 1999: CART (Meister) - 2000: CART (Platz 9) - 2000: Indy Racing League (Platz 25) - 2001: Formel 1 (Platz 6) - 2002: Formel 1 (Platz 3) - 2003: Formel 1 (Platz 3) | - 2004: Formel 1 (Platz 5) - 2005: Formel 1 (Platz 4) - 2006: Formel 1 (Platz 8) - 2006: Nextel Cup (Platz 69) - 2006: Busch Series (Platz 68) - 2006: ARCA Racing Series (Platz 84) - 2007: Nextel Cup (Platz 20) - 2007: Busch Series (Platz 36) - 2007: Rolex Sports Car Series, DP (Platz 52) - 2008: Sprint Cup (Platz 25) - 2008: Nationwide Series (Platz 86) - 2008: Rolex Sports Car Series, DP (Platz 42) - 2009: Sprint Cup (Platz 8) - 2009: Rolex Sports Car Series, DP (Platz 36) - 2010: Sprint Cup (Platz 17) - 2010: Rolex Sports Car Series, DP (Platz 65) - 2011: Sprint Cup (Platz 21) | - 2011: Rolex Sports Car Series, DP (Platz 24) - 2012: Sprint Cup (Platz 22) - 2012: Rolex Sports Car Series, DP (Platz 21) - 2013: Sprint Cup (Platz 21) - 2013: Rolex Sports Car Series, DP (Platz 31) - 2014: IndyCar Series (Platz 4) - 2014: Sprint Cup (Platz 48) - 2015: IndyCar Series (Platz 2) - 2016: IndyCar Series (Platz 8) - 2017: IndyCar Series (Platz 24) - 2017: WSCC, P (Platz 30) - 2018: WSCC, P (Platz 5) - 2019: WSCC, DPi (Meister) - 2020: WSCC, DPi (Platz 6) - 2021: IndyCar Series (Platz 31) |

### Statistik in der Formel-1-Weltmeisterschaft

#### Grand-Prix-Siege
| - 2001: Italien (Monza) - 2003: Monaco (Monte Carlo) - 2003: Deutschland (Hockenheim) | - 2004: Brasilien (Interlagos) - 2005: Großbritannien (Silverstone) - 2005: Italien (Monza) | - 2005: Brasilien (Interlagos) |

#### Gesamtübersicht
| Saison | Team                  | Chassis               | Motor                 | Rennen | Siege | Zweiter | Dritter | Poles | schn. Runden | Punkte | WM-Pos. |
| ------ | --------------------- | --------------------- | --------------------- | ------ | ----- | ------- | ------- | ----- | ------------ | ------ | ------- |
| 2001   | BMW WilliamsF1 Team   | Williams FW23 / FW23B | BMW 3.0 V10           | 17     | 1     | 3       | –       | 3     | 3            | 31     | 6.      |
| 2002   | BMW WilliamsF1 Team   | Williams FW24         | BMW 3.0 V10           | 17     | –     | 4       | 3       | 7     | 3            | 50     | 3.      |
| 2003   | BMW WilliamsF1 Team   | Williams FW25         | BMW 3.0 V10           | 16     | 2     | 5       | 2       | 1     | 3            | 82     | 3.      |
| 2004   | BMW WilliamsF1 Team   | Williams FW26         | BMW 3.0 V10           | 18     | 1     | 1       | 1       | –     | 2            | 58     | 5.      |
| 2005   | West McLaren Mercedes | McLaren MP4-20        | Mercedes-Benz 3.0 V10 | 16     | 3     | 1       | 1       | 2     | 1            | 60     | 4.      |
| 2006   | Team McLaren Mercedes | McLaren MP4-21        | Mercedes-Benz 2.4 V8  | 10     | –     | 1       | 1       | –     | –            | 26     | 8.      |
| Gesamt | Gesamt                | Gesamt                | Gesamt                | 94     | 7     | 15      | 8       | 13    | 12           | 307    |         |

#### Einzelergebnisse
| Saison | 1   | 2   | 3   | 4   | 5   | 6   | 7   | 8   | 9   | 10 | 11  | 12  | 13  | 14  | 15  | 16 | 17  | 18  | 19 |
| ------ | --- | --- | --- | --- | --- | --- | --- | --- | --- | -- | --- | --- | --- | --- | --- | -- | --- | --- | -- |
| 2001   |     |     |     |     |     |     |     |     |     |    |     |     |     |     |     |    |     |     |    |
| DNF    | DNF | DNF | DNF | 2   | DNF | DNF | DNF | 2   | DNF | 4  | DNF | 8   | DNF | 1   | DNF | 2  |     |     |    |
| 2002   |     |     |     |     |     |     |     |     |     |    |     |     |     |     |     |    |     |     |    |
| 2      | 2   | 5   | 4   | 2   | 3   | DNF | DNF | DNF | 3   | 4  | 2   | 11  | 3   | DNF | 4   | 4  |     |     |    |
| 2003   |     |     |     |     |     |     |     |     |     |    |     |     |     |     |     |    |     |     |    |
| 2      | 12  | DNF | 7   | 4   | DNF | 1   | 3   | 2   | 2   | 2  | 1   | 3   | 2   | 6   | DNF |    |     |     |    |
| 2004   |     |     |     |     |     |     |     |     |     |    |     |     |     |     |     |    |     |     |    |
| 5      | 2   | 13  | 3   | DNF | 4   | 8   | DSQ | DSQ | 8   | 5  | 5   | 4   | DNF | 5   | 5   | 7  | 1   |     |    |
| 2005   |     |     |     |     |     |     |     |     |     |    |     |     |     |     |     |    |     |     |    |
| 6      | 4   | INJ | INJ | 7   | 5   | 7   | DSQ | DNS | DNF | 1  | 2   | DNF | 3   | 1   | 14* | 1  | DNF | DNF |    |
| 2006   |     |     |     |     |     |     |     |     |     |    |     |     |     |     |     |    |     |     |    |
| 5      | 4   | DNF | 3   | DNF | DNF | 2   | 6   | DNF | DNF |    |     |     |     |     |     |    |     |     |    |

| Legende  | Legende            | Legende                                                          |
| Farbe    | Abkürzung          | Bedeutung                                                        |
| -------- | ------------------ | ---------------------------------------------------------------- |
| Gold     | –                  | Sieg                                                             |
| Silber   | –                  | 2. Platz                                                         |
| Bronze   | –                  | 3. Platz                                                         |
| Grün     | –                  | Platzierung in den Punkten                                       |
| Blau     | –                  | Klassifiziert außerhalb der Punkteränge                          |
| Violett  | DNF                | Rennen nicht beendet (did not finish)                            |
| Violett  | NC                 | nicht klassifiziert (not classified)                             |
| Rot      | DNQ                | nicht qualifiziert (did not qualify)                             |
| Rot      | DNPQ               | in Vorqualifikation gescheitert (did not pre-qualify)            |
| Schwarz  | DSQ                | disqualifiziert (disqualified)                                   |
| Weiß     | DNS                | nicht am Start (did not start)                                   |
| Weiß     | WD                 | zurückgezogen (withdrawn)                                        |
| Hellblau | PO                 | nur am Training teilgenommen (practiced only)                    |
| Hellblau | TD                 | Freitags-Testfahrer (test driver)                                |
| ohne     | DNP                | nicht am Training teilgenommen (did not practice)                |
| ohne     | INJ                | verletzt oder krank (injured)                                    |
| ohne     | EX                 | ausgeschlossen (excluded)                                        |
| ohne     | DNA                | nicht erschienen (did not arrive)                                |
| ohne     | C                  | Rennen abgesagt (cancelled)                                      |
| ohne     | keine WM-Teilnahme |                                                                  |
| sonstige | P/fett             | Pole-Position                                                    |
| sonstige | 1/2/3/4/5/6/7/8    | Punktplatzierung im Sprint-/Qualifikationsrennen                 |
| sonstige | SR/kursiv          | Schnellste Rennrunde                                             |
| sonstige | *                  | nicht im Ziel, aufgrund der zurückgelegten Distanz aber gewertet |
| sonstige | ()                 | Streichresultate                                                 |
| sonstige | unterstrichen      | Führender in der Gesamtwertung                                   |

### Einzelergebnisse in der IndyCar Series
| Jahr | Team                | 1   | 2   | 3   | 4    | 5    | 6    | 7   | 8   | 9   | 10  | 11   | 12   | 13  | 14  | 15  | 16  | 17  | 18  | Punkte | Rang |
| ---- | ------------------- | --- | --- | --- | ---- | ---- | ---- | --- | --- | --- | --- | ---- | ---- | --- | --- | --- | --- | --- | --- | ------ | ---- |
| 2000 | Chip Ganassi Racing | WDW | PHX | LVS | INDY | TXS  | PPI  | ATL | KTY | TX2 |     |      |      |     |     |     |     |     |     | 54     | 25.  |
| 2000 | Chip Ganassi Racing |     | 1*2 |     |      |      |      |     |     |     |     |      |      |     |     |     |     |     |     | 54     | 25.  |
| 2014 | Penske Motorsports  | STP | LBH | ALA | IMS  | INDY | DET  | DET | TXS | HOU | HOU | POC  | IOW  | TOR | TOR | MDO | MIL | SNM | FON | 586    | 4.   |
| 2014 | Penske Motorsports  | 15  | 4   | 21  | 16   | 5°13 | 12   | 13  | 3°  | 2   | 7   | 1°   | 16   | 18  | 19  | 11  | 2°  | 5°  | 4*  | 586    | 4.   |
| 2015 | Team Penske         | STP | NOL | LBH | ALA  | IMS  | INDY | DET | DET | TXS | TOR | FON  | MIL  | IOW | MDO | POC | SNM |     |     | 556    | 2.   |
| 2015 | Team Penske         | 1°  | 5*  | 3   | 14°  | 3    | 1°   | 10  | 10* | 4°  | 7   | 4°   | 4    | 24  | 11° | 3   | 6   |     |     | 556    | 2.   |
| 2016 | Team Penske         | STP | PHO | LBH | ALA  | IMS  | INDY | DET | DET | ROA | IOW | TOR  | MDO  | POC | TXS | WGL | SNM |     |     | 433    | 8.   |
| 2016 | Team Penske         | 1°  | 9°  | 4   | 5    | 8    | 3317 | 3°  | 20  | 7   | 20  | 20   | 11°  | 8   | 9   | 13° | 3   |     |     | 433    | 8.   |
| 2017 | Team Penske         | STP | LBH | ALA | PHO  | IMS  | INDY | DET | DET | TXS | ROA | IOW  | TOR  | MDO | POC | STL | WGL | SNM |     | 93     | 24.  |
| 2017 | Team Penske         |     |     |     |      | 10   | 6°18 |     |     |     |     |      |      |     |     |     |     |     |     | 93     | 24.  |
| 2021 | Arrow McLaren SP    | ALA | STP | TXS | TXS  | IMS  | INDY | DET | DET | ROA | MDO | NSH  | IMS  | STL | POR | LAG | LBH |     |     | 53     | 31.  |
| 2021 | Arrow McLaren SP    |     |     |     |      | 21   | 924  |     |     |     |     |      |      |     |     |     |     |     |     | 53     | 31.  |
| 2022 | Arrow McLaren SP    | STP | TXS | LBH | ALA  | IMS  | INDY | DET | ROA | MDO | TOR | IOW1 | IOW2 | IMS | NSH | GAT | POR | LAG |     | 44     | 31.  |
| 2022 | Arrow McLaren SP    |     |     |     |      | 24   | 11   |     |     |     |     |      |      |     |     |     |     |     |     | 44     | 31.  |

| Farbe      | Bedeutung                                          |
| ---------- | -------------------------------------------------- |
| Gold       | Sieger                                             |
| Silber     | 2. Platz                                           |
| Bronze     | 3. Platz                                           |
| Grün       | 4. und 5. Platz                                    |
| Hellblau   | 6. bis 10. Platz                                   |
| Dunkelblau | Rennen beendet (außerhalb der ersten zehn Piloten) |
| Violett    | Rennen nicht beendet                               |
| Rot        | nicht qualifiziert (DNQ)                           |
| Schwarz    | disqualifiziert (DSQ)                              |
| Weiß       | nicht am Start (DNS)                               |
| Weiß       | zurückgezogen (WD)                                 |
| Weiß       | Rennen abgesagt (C)                                |
| Blanko     | nicht teilgenommen                                 |
| Blanko     | nicht erschienen (DNA)                             |
| Blanko     | verletzt oder krank (INJ)                          |
| Blanko     | ausgeschlossen (EX)                                |

### Le-Mans-Ergebnisse
| Jahr | Team              | Fahrzeug       | Teamkollege      | Teamkollege | Platzierung | Ausfallgrund |
| ---- | ----------------- | -------------- | ---------------- | ----------- | ----------- | ------------ |
| 2018 | United Autosports | Ligier JS P217 | Hugo de Sadeleer | Will Owen   | Rang 7      |              |
| 2020 | DragonSpeed USA   | Oreca 07       | Timothé Buret    | Memo Rojas  | Ausfall     | Elektrik     |
| 2021 | DragonSpeed USA   | Oreca 07       | Henrik Hedman    | Ben Hanley  | Rang 15     |              |

### Sebring-Ergebnisse
| Jahr | Team                                   | Fahrzeug     | Teamkollege    | Teamkollege       | Platzierung | Ausfallgrund |
| ---- | -------------------------------------- | ------------ | -------------- | ----------------- | ----------- | ------------ |
| 2018 | Acura Team Penske                      | Acura ARX-05 | Simon Pagenaud | Dane Cameron      | Ausfall     | Motorschaden |
| 2019 | Acura Team Penske                      | Acura ARX-05 | Simon Pagenaud | Dane Cameron      | Rang 9      |              |
| 2020 | Acura Team Penske                      | Acura ARX-05 | Simon Pagenaud | Dane Cameron      | Rang 2      |              |
| 2021 | Meyer Shank Racing with Curb-Agajanian | Acura ARX-05 | Olivier Pla    | Dane Cameron      | Rang 3      |              |
| 2022 | DragonSpeed                            | Oreca 07     | Henrik Hedman  | Sebastián Montoya | Ausfall     | Unfall       |

### Einzelergebnisse in der FIA-Langstrecken-Weltmeisterschaft
| Saison  | Team              | Rennwagen      | 1   | 2   | 3   | 4   | 5   | 6   | 7   | 8   |
| ------- | ----------------- | -------------- | --- | --- | --- | --- | --- | --- | --- | --- |
| 2018/19 | United Autosports | Ligier JS P217 | SPA | LEM | SIL | FUJ | SHA | SEB | SPA | LEM |
| 2018/19 | United Autosports | Ligier JS P217 | 7   |     |     |     |     |     |     |     |
| 2019/20 | Dragonspeed       | Oreca 07       | SIL | FUJ | SHA | BAH | AUS | SPA | LEM | BAH |
| 2019/20 | Dragonspeed       | Oreca 07       |     |     |     | DNF |     |     |     |     |
| 2021    | Dragonspeed       | Oreca 07       | SPA | POR | MON | LEM | BAH | BAH |     |     |
| 2021    | Dragonspeed       | Oreca 07       | 10  | 11  | 9   | 15  | 30  | 13  |     |     |